# All for Nothing (groupe)
Pour les articles homonymes, voir All for Nothing.
All for Nothing est un groupe néerlandais de punk rock, originaire de Rotterdam.

## Histoire
Le premier album Start at Zero est publié par Tocado Records en juillet 2004. Start at Zero est écrit à quatre. Les enregistrements ont eu lieu sous la direction de Patrick DeLabie au Studio 195 (Wernhout).
À la suite des réactions positives à leur premier album, le groupe s'est produit avec des groupes des États-Unis, des Pays-Bas et d'Allemagne, dont Bane, Comeback Kid et Parkway Drive.
À l'automne 2005, la chanteuse Cindy van der Heijden rejoint les rangs et prend la voix principale. Le 26 septembre 2006, le bassiste Normen Sam-Sin quitte le groupe après six ans. Badr van der Meijden reprend son rôle. Fin 2006, les enregistrements de l'album Can't Kill What's Inside ont eu lieu au studio Waterfront à Rotterdam. Le mixage est effectué au Studio (Belgique) et le mastering est réalisé aux États-Unis par Alan Douches. En août 2007, le guitariste Melvin Sam-Sin et le bassiste Badr van der Meijden quittent All for Nothing pour des raisons personnelles. Peu après leur départ, ils sont remplacés par Abdulla Al-tamimi (ex-Throwing Bricks) en tant que bassiste, et Sebastiaan Buijsman (ex-Samaritan) en tant que guitariste. En 2008, ils sortent l'EP Solitary.
En 2011, ils partent en tournée aux côtés de Sick of It All et Shai Hulud. En 2014, ils sortent leur album What Lies Within Us,,,, au label GSR Music. En mars 2014, ils embarquent pour une tournée en Chine, où ils se produisent avec d'autres groupes. La tournée se termine le 21 avril 2014.
En 2023, ils continuent les concerts.

## Style musical
Leur style musical est composé d'influences punk rock, metal et punk hardcore.

## Membres

### Membres actuels
- Roel van der Sluis – batterie (depuis 2015)
- Ernst-Jan Smits – guitare (depuis 2002)
- Cindy van der Heijden – chant (depuis 2005)
- Joost van Laake – basse (depuis 2013)
- Tim van Tilburg – guitare (depuis 2015)

### Anciens membres
- Richard van Liessum – batterie (2002–2011)
- Marcel Helder – guitare (2002–2004)
- Leon van Dongen – chant (2004–2005)
- Normen Sam-Sin – basse (2002–2006)
- Badr van der Meijden – basse (2006–2007)
- Melvin Sam-Sin – guitare (2004–2007)
- Sebastiaan Buijsman – guitare (2007–2012)
- Abdulla Al-tamimi – basse (2007–2012)
- Jim van de Kerkhof – batterie (2011–2015)
- Arjan Boertje – guitare (2013–2015)

## Discographie

### Albums studio
- 2004 : Start at Zero
- 2007 : Can't Kill What's Inside (vinyle et CD)
- 2009 : Miles and Memories
- 2012 : To Live and Die for
- 2014 : What Lies Within Us

### EP
- 2008 : Solitary

### Démos
- 2003 : Titelloze (démo avec Ernst-Jan)
- 2005 : Titelloze (démo avec Cindy)